# Katja Centomo
Katja Centomo (Aosta, 23 gennaio 1971) è una scrittrice, fumettista e imprenditrice italiana che opera nel settore dei fumetti, cartoni animati e narrativa per ragazzi.
Dirige lo studio editoriale Red Whale dal 2002, anno in cui, con il marito Francesco Artibani, ha creato la serie Monster Allergy.
Tra le sue creazioni si ricordano la serie Lys e Cooking Time. Einaudi Ragazzi ha pubblicato cinque suoi romanzi: Tilly Duc e il segreto della casa dei tetti blu (2015), La strada per Pont Gun (2017), Franca Viola. La ragazza che disse no (2018), In fondo al crepaccio - cronaca di un soccorso impossibile (2018) e La fune d'acciaio (2021). Per Tunué è sceneggiatrice e curatrice di 7 crimini, una nuova collana di graphic novel, il cui primo volume è in libreria da settembre 2021.
Nel 2023 viene insignita del premio Romics d'Oro dalla fiera omonima, nel corso della loro XXX edizione.